# Prosthechea allemanii
Prosthechea allemanii  es una orquídea epífita originaria de América.

## Descripción
Es una orquídea de tamaño pequeño con hábitos de epifita que tiene pseudobulbos  cortos, por poco ovoide-elípticos y llevan 2 hojas apicales, lanceoladas y agudas. Florece a finales del invierno y principios de la primavera en una inflorescencia terminal, erecta, de 18 cm  de largo, con 4 a 6 flores.

## Distribución y hábitat
Encontrado en los estados de Minas Gerais y Paraná de Brasil en árboles altos en elevaciones de 1100 a 1400 metros.

## Taxonomía
Prosthechea allemanii fue descrito por (Barb.Rodr.) W.E.Higgins y publicado en Phytologia  82(5): 376. 1997[1998].
Etimología
Prosthechea: nombre genérico que deriva de las palabras griegas: prostheke (apéndice), en referencia al apéndice en la parte posterior de la columna.
allemanii: epíteto
Sinonimia
- Anacheilium allemanii (Barb.Rodr.) Pabst, Moutinho & A.V.Pinto
- Encyclia allemanii (Barb.Rodr.) Pabst
- Epidendrum allemanianum Barb.Rodr.
- Epidendrum allemanii Barb.Rodr.[3][4]